# The Steel Is Back
The Steel Is Back è il secondo album dei Crying Steel, pubblicato nel 2007 per l'etichetta discografica My Graveyard Productions.

## Tracce
1. Kill Them All 3:17
2. Over My Sins 4:06
3. Raptor 4.19
4. Hold Her 3:36
5. Next Time Don't Lie 3:45
6. Let It Down 3:48
7. Three Times 4:32
8. Night Owl 4:08
9. Hands High 4:01
10. Agony 4:41

## Formazione
- Luca Bonzagni - voce
- Luca Ferri - batteria/Back vocals
- Angelo Franchini - basso/Back vocals
- Franco Nipoti - chitarra/Back vocals
- Alberto Simonini - chitarra/Back vocals